# Axel Schneider
Axel Schneider (* 9. Dezember 1953 in Kassel) ist ein deutscher Kunst- und Kulturpädagoge.

## Leben und Wirken
Axel Schneider wuchs in Ahnatal-Heckershausen im Landkreis Kassel auf. Seine Eltern betrieben dort ein Geschäft für Geschenke-Artikel. 1972 legte er an der Albert-Schweitzer-Schule in Kassel sein Abitur ab. Es folgte ein Volontariat bei der Hessisch-Niedersächsischen Allgemeinen in Kassel und Göttingen. Sein Studium der empirischen Kultur- und Humanwissenschaften, Volkskunde, Völkerkunde und Kunstgeschichte an der Georg-August-Universität Göttingen schloss er als Magister Artium (M.A.) ab.
1980 übernahm Schneider die Leitung des Jugendbildungswerkes des Jugendamtes im Landkreis Kassel. Als freier Referent der Jugend- und Erwachsenenbildung  entwickelte er Theaterseminare, Schreibwerkstätten und Projekte zur politisch-kulturellen Bildung am Jugendhof Dörnberg in Hessen. Außerdem war er Autor und Herausgeber von Publikationen der Hessischen Landeszentrale für politische Bildung. Darüber hinaus produzierte er Features und Hörspiele für Deutschlandfunk, BR und NDR.
Ende der 1980er Jahre war er als Gruppenbetreuer und Leiter von deutsch-deutschen Jugendaustauschen in der DDR und Polen aktiv. Von 1990 bis 1992 war Axel Schneider im Auftrag des Arbeitskreises Deutscher Bildungsstätten e. V. als Bundestutor im Programm „Aufbau freier Träger in den Neuen Bundesländern“ tätig. Von 1992 bis 1999 fungierte er als Geschäftsführer des paritätischen Jugendwerkes Sachsen-Anhalt. Von 1992 bis 1999 leitete er die Jugendbildungsstätte Peseckendorf.
Er zog 1999 nach Magdeburg. 
Von 2002 bis 2018 war er hauptamtlicher Geschäftsführer der Landesvereinigung kulturelle Kinder- und Jugendbildung Sachsen-Anhalt e. V.  und etablierte sie als landesweiten Dachverband für die kulturelle Kinder- und Jugendbildung. 
Bis 2015 war Schneider im Vorstand der Bundesvereinigung kulturelle Kinder- und Jugendbildung e.V. (BKJ). 
2023 erhielt er für seine Verdienste die Ehrennadel des Landes Sachsen-Anhalt. 

### Ehrenämter und Gremien
- Arbeitsgruppe Bürgerschaftliches Engagement im Kulturbereich (AG BEK)
- Arbeitsgruppe „Die Wählerischen“
- Bibliotheksbeirat
- Beirat PlusPunkt Kultur
- Bündnis für ein familienfreundliches Sachsen-Anhalt
- „globalista!“ Arbeitsstelle Weltbilder
- Gesellschaft für Medienpädagogik und Kommunikationskultur Landesverband Sachsen-Anhalt
- Jury Kultur macht Schule
- Landesfilmdienst Sachsen-Anhalt e. V.
- Landesintegrationsbeirat
- Landesjugendhilfeausschuss
- Kuratorium der Stiftung Demokratische Jugend Berlin
- Vorstand Bundesvereinigung kulturelle Kinder- und Jugendbildung e.V. (BKJ)
- Vorstand der Vereinigung der Freunde Palästinas e. V.
- Vorstand der Kulturkonferenz Sachsen-Anhalt e.V.
- Vorsitzender Eine-Welt-Netzwerk Sachsen-Anhalt e.V.[4]

## Veröffentlichungen
- Hessen und Thüringen. Stichworte einer Nachbarschaft. Insel-Verlag, Frankfurt am Main 1990, ISBN 3-458-16036-1.
- Jugend und Politische Bildung: Trends und Erfordernisse in den neuen Bundesländern. Harry Ziethen Verlag, Oschersleben 1997, ISBN 3-932090-09-8.
- Wefensleben : Geschichten eines Dorfes in Sachsen-Anhalt ; Ergebnisse einer Spurensuche von Jugendlichen in Texten. Interviews und Fotos. Harry Ziethen Verlag, Oschersleben 1995, ISBN 3-928703-91-9.
- Mutproben zwischen Waldteufel, Rhönrad und Computer: Schulen und freie Träger der Jugendhilfe in Sachsen-Anhalt gestalten gemeinsam kulturelle Projekte mit schwierigen Schülern. Harry Ziethen Verlag, Oschersleben 1996, ISBN 3-928703-92-7.
- Thüringen-Führer. Ausflugsziele, Sehenswürdigkeiten, Veranstaltungen, Kunst und Kultur. Wartberg-Verlag, Gudensberg-Gleichen 1990, ISBN 3-925277-48-X.
- Hörspiel: Sagen Sie, Herr Günther, warum steht bei Ihren Inszenierungen hinten links immer ein Franzose auf der Bühne? Bayerischer Rundfunk, Regie: Bernd Lau, Erstausstrahlung: 8. November 1989 | 19:20 Online anhören